# 379P/Spacewatch
379P/Spacewatch è una cometa periodica appartenente alla famiglia delle comete gioviane. La cometa è stata scoperta il 26 marzo 2006 dal programma di ricerca astronomica Spacewatch, la sua riscoperta il 28 febbraio 2019 ha permesso di numerarla. L'unica caratteristica della cometa è di avere una piccola MOID col pianeta Giove di sole 0,360 UA: questa caratteristica la rende soggetta a variazioni, anche notevoli, dell'attuale orbita.